# Einfamilienhaus Alfred Tischer

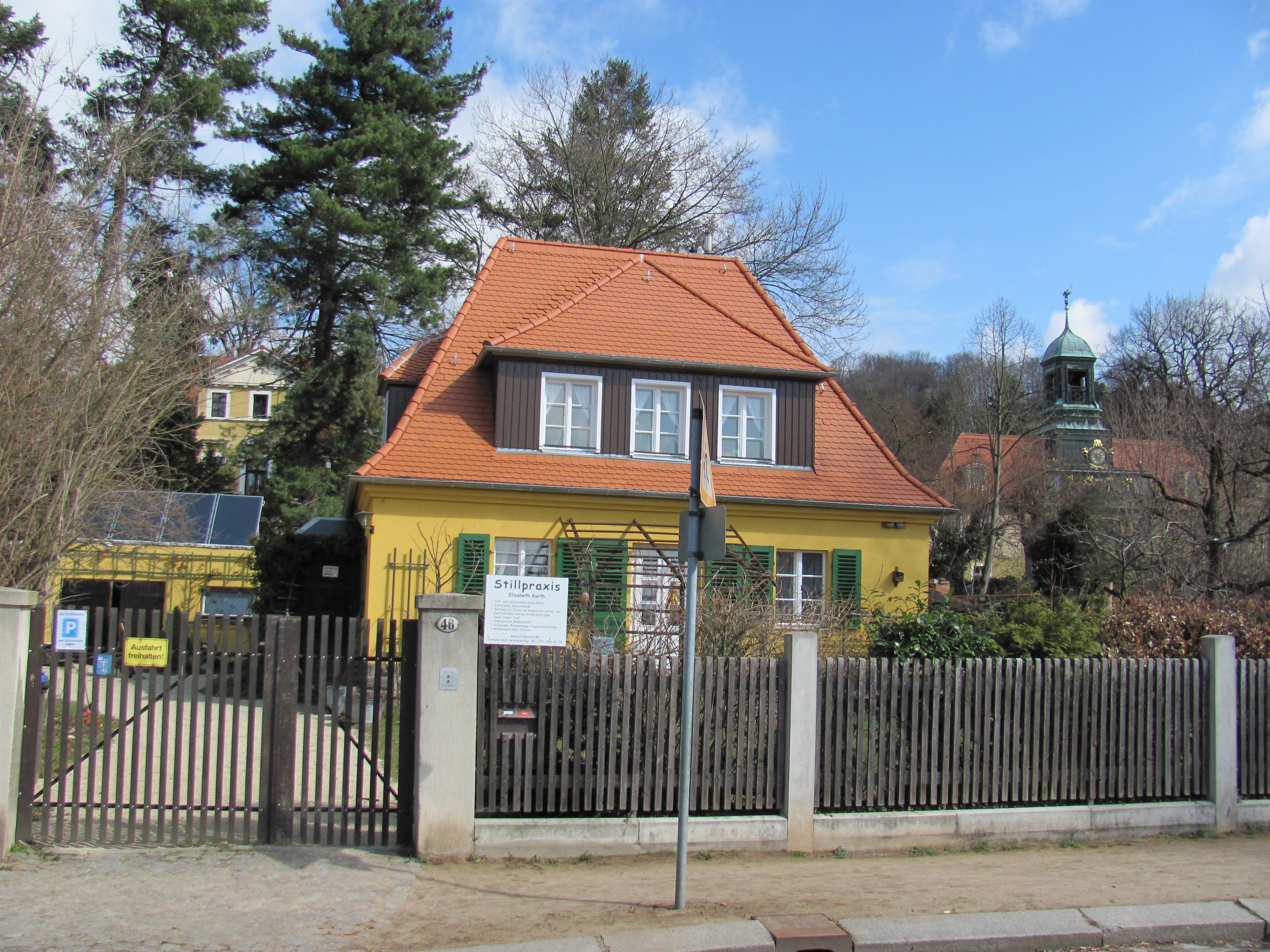
Einfamilienhaus Alfred Tischer

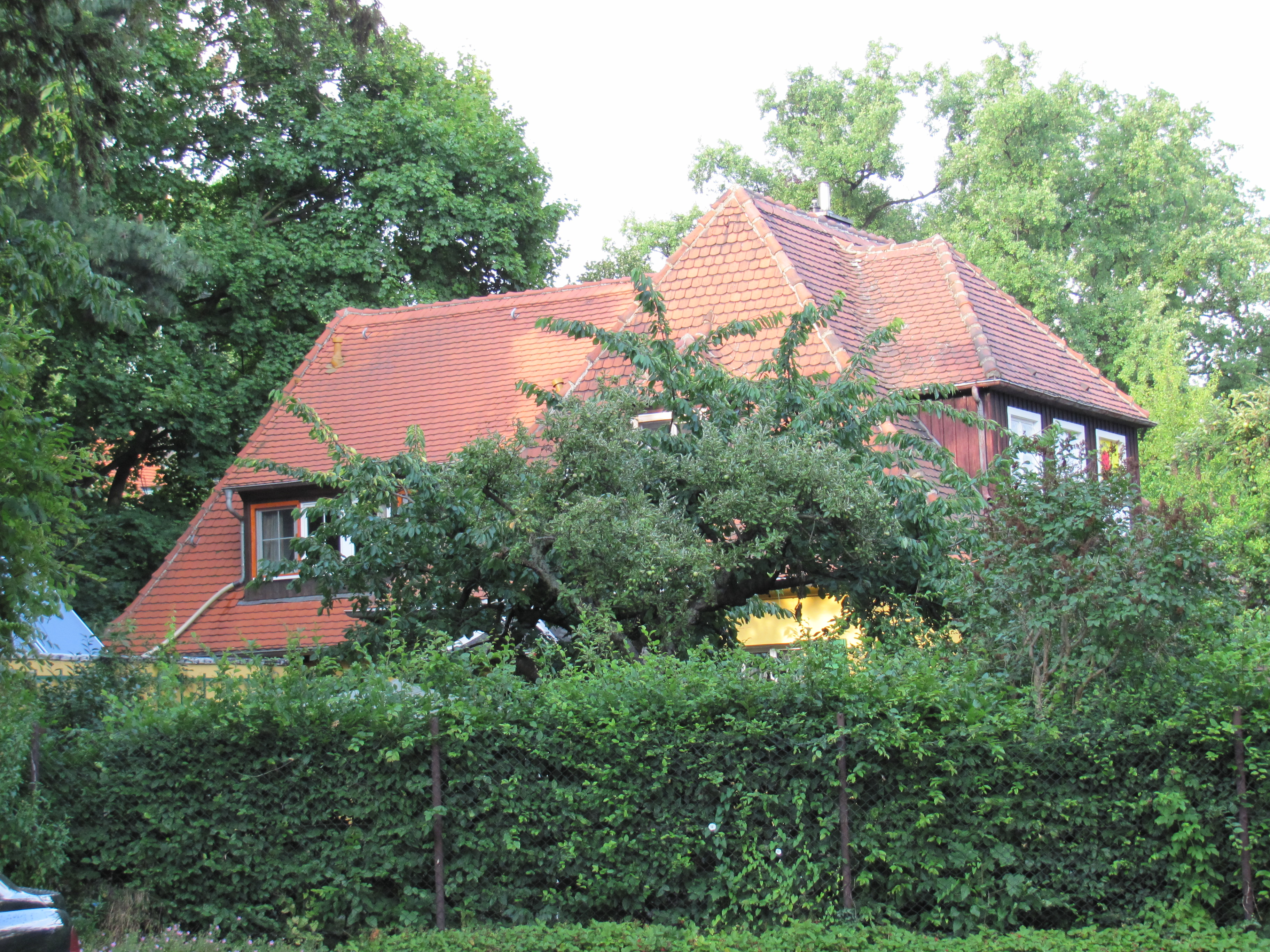
Einfamilienhaus Alfred Tischer

Das Einfamilienhaus, das sich der Oberlößnitzer Architekt Alfred Tischer direkt neben dem Haus Sorgenfrei errichtete, liegt im Augustusweg 46 im Stadtteil Oberlößnitz der sächsischen Stadt Radebeul.

## Beschreibung

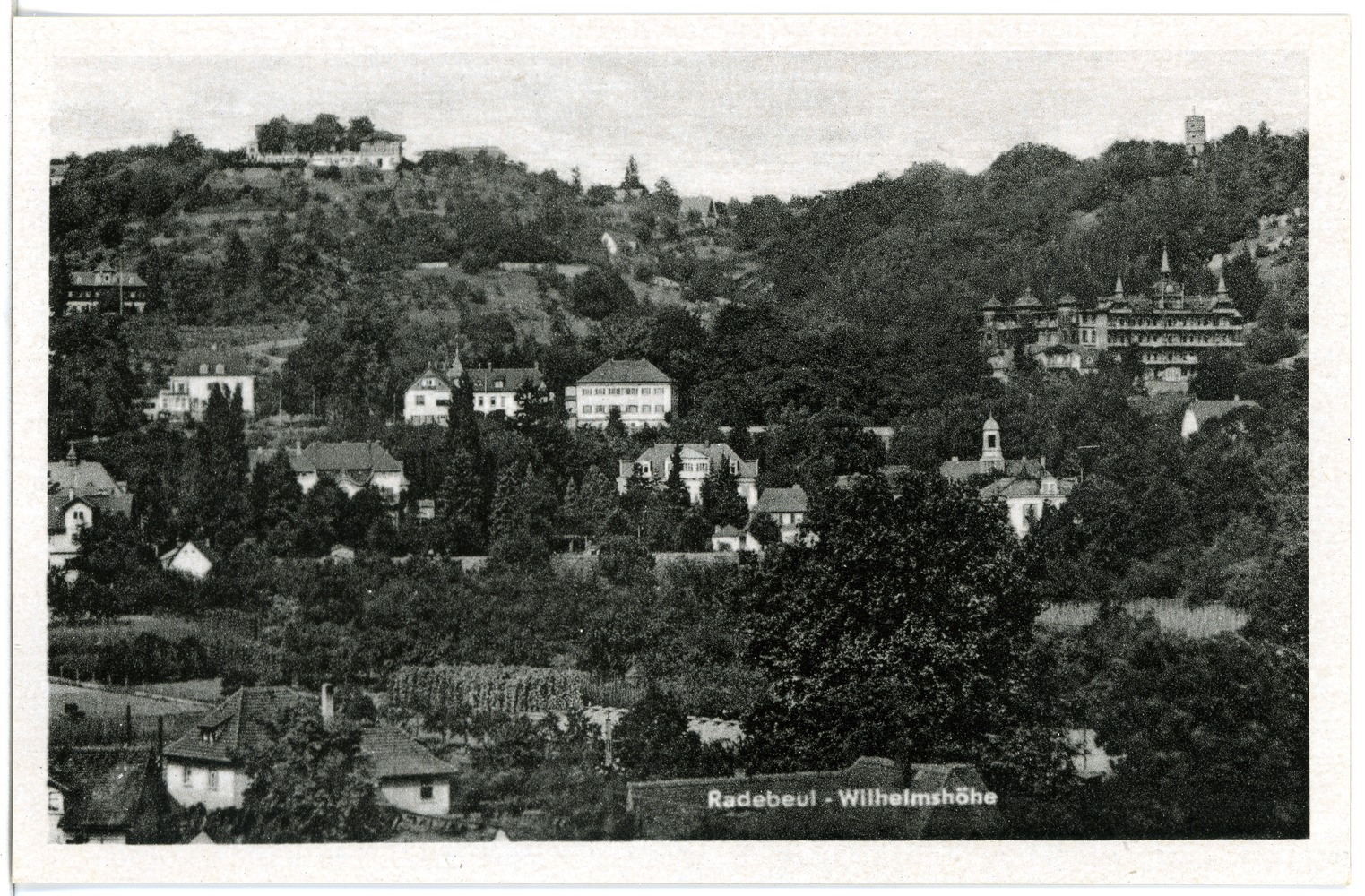
Oberlößnitz 1942: Tischers Haus steht in der Bildmitte

1920 verkaufte der Eigentümer Oberst v. Gregory das in der Landgemeinde Oberlößnitz liegende Anwesen von Haus Sorgenfrei an seinen Neffen, den Lößnitz-Architekten Alfred Tischer. Dieser errichtete 1933 auf dem heutigen Nachbargrundstück Augustusweg 46 für sich selbst ein freistehendes Einfamilienhaus.
Bei der Beantragung schrieb Tischer in die Unterlagen: „Die Planung nimmt bewußt Rücksicht auf das mir ebenfalls gehörende Grundstück ‚Alt-Sorgenfrei‘, dessen Herrenhaus die ihm zukommende beherrschende Stellung behalten muß. Die Baumassen sind deshalb so bescheiden wie möglich bemessen. Auch die Bauformen sind absichtlich schlicht ländlich gehalten“.
Das eingeschossige, mit Einfriedung unter Denkmalschutz stehende Wohnhaus ist ein typisches Beispiel der Heimatschutzarchitektur. Es hat ein sehr hohes Walmdach. In der Hauptansicht nach Süden zur Straße befindet sich ein dreiachsiges, abgewalmtes Dachhäuschen, in den beiden Nebenansichten sind Walmgauben zu finden. In der linken Seitenansicht steht ein Eingangsvorbau, in der rechten ein kleiner Standerker, während nach Süden zum Garten ein Gartenausgang auf eine kleine Terrasse führt.
Auf der Rückseite des Gebäudes ist eine Garage angebaut.